# 私がつくった番組 マイテレビジョン
『私がつくった番組 マイテレビジョン』（わたしのつくったばんぐみ マイテレビジョン）は、1972年5月5日から1973年3月29日まで東京12チャンネル（現：テレビ東京）で放送されたテレビ番組である。全48回。西武百貨店1社提供。放送時間は第31回（1972年12月1日）までは毎週金曜22:30 - 23:00（JST）、第32回（1972年12月7日）からは毎週木曜23:00 - 23:30（JST）。

## 概要
芸能界を始め、文化界・政界・財界など各界から選ばれた一人による「私ならこんな番組を作りたい」という考えを元に、そのメイン出演者が企画・構成から参加して番組を制作・放送するもので、当時としては画期的な内容であった。番組は回によって、トーク番組、音楽番組、バラエティ番組、ドキュメンタリー、演劇、ドラマなどジャンルも様々であった。
特に第39回の「赤塚不二夫の『激情No1』（演出：佐藤輝）は、30分間ずっと紙吹雪が降る中、裸にふんどし一丁の格好の赤塚が、同じく裸にふんどし一丁の女の子たちを追い回したり青山ミチが歌う「女番長（スケバン）ロック」に合わせて騎馬戦をやっているのと同時に、作家の佐々木守が赤塚不二夫論を語る等といった演出で、最後はスタジオでの花笠音頭を出演者一同で披露した後に、赤塚本人がファンだという理由でゲストで登場したキャロルが二曲ほど披露し「決意表明」として、バリカンを持った漫画家仲間らによって赤塚が丸刈りにされるといった内容だった。後年、この番組は「狂乱状態が極限に達した演出」と評されている。

## 再放送
本放送終了後長らく再放送が行われていなかったが、2014年4月12日に同局で放送された開局50周年記念番組『テレビ東京"50人の証言"』では、第10回の『萩本欽一のモダンタイムス』や、第14回の『美輪明宏の「サヨナラ丸山明宏」』が一部放送された。また2020年1月14日に同局の『ありえへん∞世界』2時間SPで放送された「ありえへん貴重映像祭り」では、第14回『美輪明宏の「サヨナラ丸山明宏」』の他、第23回『黒柳徹子の「珍談奇談アメリカ譚」』の一部が放送された。
2017年12月9日からは日本映画専門チャンネルにて当番組の再放送が開始され、全48回中15回がセレクション形式で放送されるようになった。初回は第14回・第26回・第35回、2018年5月25日には第19回・第33回・第37回、2018年11月23日に第21回・第23回・第24回、2019年3月29日に第29回・第31回・第42回、2019年10月25日に第22回・第30回・第32回が放送されている。
番組放送前にスーパー・ササダンゴ・マシンが、シーズンごとに違う若手芸能人を聞き手にして、該当人物の説明を行っている。

## スタッフ
- 企画・プロデューサー：ばばこういち
- ディレクター：佐藤輝[4]、今野勉[5]　ほか
- 制作：テレビマンユニオン、東京12チャンネル

## 放送リスト
| 回数 | 放送日         | タイトル                                       | 出演者 |
| ---- | -------------- | ---------------------------------------------- | --- |
| 1    | 1972年5月5日   | 小百合の『日本遊女考』                         | 吉永小百合、岸田森、尾上多賀之丞 |
| 2    | 1972年5月12日  | 中山千夏の『獅子奮迅のど自慢』                 | 中山千夏、赤塚不二夫、佐藤允彦 |
| 3    | 1972年5月19日  | 都はるみ賛江 黒田征太郎より                    | 都はるみ、黒田征太郎 |
| 4    | 1972年5月26日  | 美空ひばりの『真赤な太陽伝』                   | 美空ひばり、石原慎太郎 |
| 5    | 1972年6月2日   | 三波春夫の『ヒットヒットショー』               | 三波春夫、三波豊和、佐藤愛子 |
| 6    | 1972年6月9日   | 桐島洋子の『ノアの方舟1972』                   | 桐島洋子、楠木憲吉、殿岡ハツエ |
| 7    | 1972年6月16日  | 加藤和彦の『GAS!』                             | 加藤和彦、加藤ミカ、川村都 |
| 8    | 1972年6月23日  | 近衛忠輝の『人道のかけ橋』                     | 近衛忠煇、大森実、長谷川きよし |
| 9    | 1972年6月30日  | 立木義浩の超喜劇『緋牡丹悶次郎』               | 立木義浩、ピーター、奈美悦子、ちあきなおみ、三遊亭圓楽 |
| 10   | 1972年7月7日   | 萩本欽一の『モダンタイムス』                   | 萩本欽一、加賀まりこ、八木治郎 |
| 11   | 1972年7月14日  | 三宅一生の『EVERYおんなBODY』                  | 三宅一生、弘田三枝子、秋川リサ、山口小夜子 |
| 12   | 1972年7月21日  | 藤圭子の『朝日のあたる時』                     | 藤圭子、大谷直子、富岡多恵子、西村小楽天 |
| 13   | 1972年7月28日  | 水前寺清子の『男なら高倉健』                   | 水前寺清子 |
| 14   | 1972年8月4日   | 美輪明宏の『サヨナラ丸山明宏』                 | 美輪明宏、清水勇 |
| 15   | 1972年8月11日  | 三波伸介の『哀しき愛の詩』                     | 三波伸介、日吉ミミ |
| 16   | 1972年8月18日  | 北島三郎の『死んでみせます』                   | 北島三郎、生田悦子、山本麟一 |
| 17   | 1972年8月25日  | 和田アキ子の『歌って踊って30分』               | 和田アキ子、由利徹、増田貴光 |
| 18   | 1972年9月1日   | 村田英雄の『俺はやりたかった』                 | 村田英雄、あがた森魚、松尾ジーナ、研ナオコ |
| 19   | 1972年9月8日   | 淡谷のり子『私のブルース』                     | 淡谷のり子、唐十郎、鹿島とも子 |
| 20   | 1972年9月15日  | 小林旭ショー                                   | 小林旭、宮尾たか志 |
| 21   | 1972年9月22日  | 鶴田浩二の『今東光大僧正と日本人を語る』       | 鶴田浩二、今東光 |
| 22   | 1972年9月29日  | 鰐淵晴子の青春テレビ                           | 鰐淵晴子、中村敦夫 |
| 23   | 1972年10月6日  | 黒柳徹子の『珍談奇談アメリカ譚』               | 黒柳徹子、小沢昭一 |
| 24   | 1972年10月13日 | 高英男のテレビリサイタル『カムバック高英男』   | 高英男、吉村雄輝 |
| 25   | 1972年10月20日 | 島倉千代子の『青春の花と風』                   | 島倉千代子、大瀬康一、小坂一也 |
| 26   | 1972年10月27日 | 永六輔の『六輔・その世界』                     | 永六輔、中村八大、横内章次クインテット |
| 27   | 1972年11月3日  | 雪村いづみの『炎の女』                         | 雪村いづみ、原田忠幸、輪島功一、猪俣猛、前田憲男 |
| 28   | 1972年11月10日 | 梶芽衣子の『センセーショナル』                 | 梶芽衣子、原田芳雄 |
| 29   | 1972年11月17日 | 都倉俊一『24歳の鎮魂歌（ラブサウンズ）』       | 都倉俊一、落合恵子、バニー・ラッツ、黒柳徹子 |
| 30   | 1972年11月24日 | 舟木一夫・愛と別れの青春                       | 舟木一夫 |
| 31   | 1972年12月1日  | 森山良子の『二人ぼっちのリサイタル』           | 森山良子、森山久 |
| 32   | 1972年12月7日  | 青島幸男の『俺を斬ってくれ!』                  | 青島幸男、ばばこういち、加藤諦三、梶原一騎 |
| 33   | 1972年12月14日 | 阿久悠の『俺のつくった歌・俺のベストテン』     | 阿久悠、上村一夫、猪俣公章、井上忠夫、小林亜星、都倉俊一、中村泰士 |
| 34   | 1972年12月21日 | デューク・エイセスVSチャイコフスキー           | デューク・エイセス |
| 35   | 1972年12月28日 | 戸川昌子の『私の恋人（モンシェリ）・野坂昭如』 | 戸川昌子、野坂昭如 |
| 36   | 1973年1月4日   | いずみたく『今ぼくが熱中してるコト』           | いずみたく |
| 37   | 1973年1月11日  | 森繁久彌の『反恍惚の人宣言』                   | 森繁久彌 |
| 38   | 1973年1月18日  | 矢崎泰久の『私もテレビに出たい』               | 矢崎泰久 |
| 39   | 1973年1月25日  | 赤塚不二夫の『激情No1』                        | 赤塚不二夫、中山千夏、佐々木守 |
| 40   | 1973年2月1日   | やまもと寛斎の『ロックファッションショウ』     | 山本寛斎 |
| 41   | 1973年2月8日   | 國學院大學全学応援団の『押忍（オッス）』       | 國學院大學全学応援団 |
| 42   | 1973年2月15日  | 伊丹十三の『LOOK?東京にも空がある!』           | 伊丹十三 |
| 43   | 1973年2月22日  | 由紀さおりの『私の歌を見つけたい!』            | 由紀さおり、上坂冬子、西村晃、沢田俊吾 |
| 44   | 1973年3月1日   | 唐十郎の人形館                                 | 唐十郎 |
| 45   | 1973年3月8日   | 植木等の『笑魔!?』                             | 植木等 |
| 46   | 1973年3月15日  | 池部良の大会談会                               | 池部良、吉田日出子 |
| 47   | 1973年3月22日  | キャロルの『ヘイ! ROCK'N'ROLL SHOW』           | キャロル |
| 48   | 1973年3月29日  | ひたむきなサヨナラショー                       | 深沢七郎、荒木一郎、黒田征太郎、美輪明宏、白木万理、 内田裕也、玉置宏、コシノジュンコ、白石かずこ、三上寛、 林征二、鹿島とも子、ばばこういち、殿岡ハツエ、吉永小百合、 日劇ダンシングチーム |